# Liste der Monuments historiques in Beuzec-Cap-Sizun
Die Liste der Monuments historiques in Beuzec-Cap-Sizun führt die Monuments historiques in der französischen Gemeinde Beuzec-Cap-Sizun auf.

## Liste der Bauwerke
| Bezeichnung                                   | Beschreibung                             | Standort | Kennzeichnung | Schutzstatus | Datum | Bild           |
| --------------------------------------------- | ---------------------------------------- | -------- | ------------- | ------------ | ----- | -------------- |
| Allée couverte von Kerbalannec                | auch Allée couverte von Ty-ar-c’horriket | (Lage)   | PA00089834    | Classé       | 1924  | weitere Bilder |
| Kirche Notre-Dame-de-la-Clarté-et-Saint-Budoc | bezeichnet 1648, 1655 und 1680           | (Lage)   | PA00089835    | Classé       | 1937  | weitere Bilder |
| Menhir von Luguénez                           |                                          | (Lage)   | PA00089836    | Classé       | 1924  | weitere Bilder |
| Windmühle von Kérouan                         | aus dem 18. Jahrhundert                  | (Lage)   | PA00089837    | Inscrit      | 1979  | weitere Bilder |
| Oppidum von Castel-Coz                        | vom 1. bis zum 5. Jahrhundert            | (Lage)   | PA00089838    | Classé       | 1921  | weitere Bilder |

## Liste der Objekte
- Monuments historiques (Objekte) in Beuzec-Cap-Sizun in der Base Palissy des französischen Kulturministeriums (französisch)